# I. Leszek lengyel fejedelem
I. Leszek, más néven Fehér Leszek (lengyelül: Leszek Biały), (1186 – 1227. november 23.) krakkói herceg 1194-től 1198-ig, 1199-ben és 1206-tól 1210-ig, mazóviai herceg 1194-től 1200-ig, kujáviai herceg 1199-től 1200-ig.

## Élete

### Gyerekkora és a mozgawai csata
Fehér Leszek Igazságos Kázmér krakkói, sandomierzi és mazóviai herceg és Helena znojmói hercegnő harmadik fia, de az első, aki a nagykorúságot is megérte. Amikor 1194-ben meghalt apja, Kázmér, Leszek mindössze hét vagy nyolcéves volt. A hatalmat régensség vette át, melynek élén Helena állt. A társ-régens a krakkói vajda, Miklós és a krakkói püspök, Pełka volt.
Azt, hogy a krakkói trónt a fiatalkorú herceg foglalta el, Kázmér idősebb bátyja, III. Öreg Mieszko nem ismerte el, aki már egyszer (1173–1177) volt krakkói herceg, és a fővároshoz tartozó országrészt egész Lengyelországra kiterjedő lázadás miatt veszítette el.
III. Mieszko, aki nem akart belenyugodni abba, hogy elvesztette a trónt a dinasztia szeniorjának címével együtt és nem bírta nézni a kis-lengyelországi urak hatalmaskodását, fegyveres harcban akarta visszaszerezni hatalmát. A háború 1195-ben tört ki. A juniorok (Leszek és nála egy évvel fiatalabb Mazóviai Konrád) oldalára állt a krakkói, sandomierzi és valószínűleg a mazóviai főurakon kívül II. Roman kijevi nagyfejedelem is. Öreg Mieszkóhoz pedig csatlakozott Görbelábú Mieszko, a raciborzi herceg, valamint testvére, Opole ura, Opolei Jaroszláv, akik megígérték, hogy erősítést küldenek a hadjárat folyamán.
A korabeli szokásokhoz mérten is rendkívül véres összecsapásra szeptember 13-án került sor a Mozgawa folyó mellett. A küzdelem első része, melyben a nagy-lengyelországi hadak, melyeket személyesen Öreg Mieszko és fia Boleszláv vezetett megütköztek a krakkói Miklós és a II. Roman seregével. A csata eldöntetlen maradt, és a fia eleste miatt kétségbeesett nagy-lengyelországi herceg visszavonulásával fejeződött be. Leszek és Konrád is végül úgy döntött, hogy nem folytatják az üldözést és visszatérnek Krakkóba, mivel veszteségeik túlságosan nagyok voltak, ezen felül komolyan megsebesült a juniorok szövetségese – II. Roman is. Ezzel azonban nem értek véget az összetűzések, mivel hamarosan az elhagyott csatatérre érkeztek Goworek sandomierzi vajda elkésett egységei, akik csekély erőikkel megtámadták az ugyancsak későn jövő sziléziai hercegek, Mieszko és Jaroszláv katonáit. Ebben a második csatában a sziléziaiak határozott győzelmet arattak, de Öreg Mieszko Nagy-Lengyelországba való visszavonulása miatt szövetségesei is a visszafordulás mellett döntöttek magukkal hurcolva a foglyul ejtett vajdát (Goworek csak néhány hónappal később szabadult, miután váltságdíjat fizetett).

### Öreg Mieszko krakkói fejedelem
Mieszko visszavonulása Nagy-Lengyelországba a mozgawai csata után lehetővé tette Leszeknek (valójában a helytartótanácsnak), hogy megőrizze hatalmát az elkövetkezendő években. Krakkóról formálisan 1198-ban mondott le Leszek pártja, amikor Öreg Mieszko a Znojmoi Helenaval kötött egyezményben a senior országrészt megkapta. Ennek ára az volt, hogy Igazságos Kázmér idősebb fia utódlását elirmerte Kis-Lengyelországban és Kujáviát átadta 1194-ben. Ez alkalommal Öreg Mieszko az 1199. évi rövid megszakítással haláláig Krakkóban maradt, vagyis 1202-ig.
Korábban, valószínűleg még 1200-ban Leszek és Konrád, akik az akkori vélemény szerint elérték már az uralkodáshoz szükséges kort, elhatározták, hogy kettéosztják apai örökségüket. Konrád mazóviai és kujáviai, Leszek pedig sandomierzi herceg lett.
Mieszko halála után a krakkói főurak felajánlották az országrész trónjának elfoglalását Fehér Leszeknek. Miklós vajda és köre attól tartva, hogy politikai befolyása csökkenni fog, azt követelte, hogy Leszek távolítsa el legközelebbi munkatársát, Goworek palatinust. Noha a sandomierzi helytartó a cél érdekében kész volt lemondani, azonban Leszek nem akart meghajolni a befolyásos krakkóiak előtt, és határozottan ellenzett mindenféle megegyezést. A dolgok ilyen fordulata után Miklós Krakkóba hívta legkisebb (és az életben maradtak közül egyetlen) fiát Hosszúlábú Ulászlót. Nem tudni, Ulászló meddig uralkodott a krakkói területen, egyesek szerint 1202-ig, mások szerint 1206-ig. Mindenesetre Miklós vajda halála után a krakkói főurak újra meghívták Leszeket, ezúttal semmilyen előzetes feltételt nem támasztva.

### Küzdelem Halicsért
Uralkodása első éveiben Leszek politikája főleg az orosz viszonnyal foglalkozott. 1199-ben alkalom nyílt, hogy viszonozza II. Romannak a mozgawai csatában 1195-ben nyújtott segítségét. A hadjárat teljes sikerrel zárult: a lengyel segítségnek köszönhetően II. Roman meghódította Halics városát. Ez a mindkét fél számára gyümölcsöző szövetséget váratlanul II. Roman bontotta fel, aki 1205-ben támogatta Hosszúlábú Ulászlót a krakkói trón megszerzésében. Ezen kívül ismeretlen okokból a halics-vlagyimiri uralkodó teljesen alábecsülte Leszeket és Konrádot megtámadva és mélyen behatolva területükre csekély erőkkel, és amikor a két hadsereg találkozott a Zawichost város melletti csatában a fiatal hercegek a mazóviai vajda, Krystyn merész rohamának köszönhetően fényes győzelmet arattak. A szövetség megszegése és a csatában való részvétel, II. Romannak az életébe került.
II. Roman halála Leszeket és Konrádot konfliktusba vitte az üresen maradt trónnal kapcsolatban, amit II. András magyar király beavatkozása is fokozott, aki II. Roman özvegyét és gyermekeit támogatta. Kázmér utódai, – akik először azon orosz hercegek koalíciója élére álltak, akik el akarták szakítani Halicsot és Vlagyimirt II. Roman örököseitől – egy idő után be akarták fejezni a háborút a magyarokkal és megállapodásra törekedtek. 1206-ban Leszek találkozott II. Andrással Volhíniában. Itt felosztották a befolyási övezeteket: ettől kezdve az Árpád-ház befolyási övezete Halics maradt, a Piastoké pedig Lodoméria (Vlagyimir).
A felosztás nem végződött konfliktusoktól mentesen. II. Roman özvegye fiatalabb fiával (az idősebb fiú, Daniel ekkor II. András udvarában nevelkedett) nem akart belenyugodni a magyarok uralmába és Lengyelországba menekült, s ott Fehér Leszeknél védelmet talált. A krakkói herceg segítségével visszakapta birodalmának egy részét, Belzet. Az orosz területekkel kapcsolatos aktív politika megerősítése két házasság lett volna Igazságos Kázmér fiai és orosz hercegnők között. Leszek feleségül vette Grzymisławát, a lucki uralkodó, Ingvar lányát, Konrád pedig Agrafiát, a przemyśli Świętosław lányát.
1210-ben II. András a Halicsban uralkodó Vlagyimirt (Vlagyimir Igorevics) Daniellel (Daniel Romanovics), II. Roman fiával akarta leváltani, aki gyámsága alatt nevelkedett. Ezt a fejleményt Leszek nem tűrhette, mivel befolyásának csökkenésétől tartott, így szintén csapatokat küldött Halicsba. Végül lengyel-magyar összecsapásra mégsem került sor, mivel Leszek kénytelen volt visszahívni csapatait, mivel Hosszúlábú Mieszko elfoglalta Krakkót. Miután Krakkóban rendezte a helyzetet, Leszek 1212-ben visszatért Halics-Lodomériába. A hadjárat során elfoglalta a következő városokat: Sztopie, Komov, Ugrovszk és Vereszcsin. 1213-ban nem volt képes megakadályozni, hogy a Magyarországról küldött Vlagyiszlav bojár elfoglalja Halicsot. Egy évvel később átkelt a Bóbrka folyón csapataival, de a magyarok fenyegetése miatt mégis visszafordult. Még ebben az évben a krakkói főurak egy részének nyomására kompromisszumos egyezményt kötött, az úgynevezett szepesi egyezményt, mely szerint a hercegség feletti uralmat II. András fia, Kálmán herceg kapja meg, akinek feleségül kellett vennie Leszek lányát, Salomét. Ezen felül pedig az egyezmény Leszeknek területeket ítélt meg Oroszországból: a przemyśli és a lubaczówi részeket (de ezeket még harccal el kellett foglalnia).
Ez a mindkét fél számára előnyös egyezmény, csak rövid időre oldotta meg a kérdést, mivel még abban az évben Leszek Vlagyimirba vitte a magyaroknak már nem értékes Danielt, és nyilvánvaló volt, hogy Daniel nem veti alá magát András fiának, aki Halicsban uralkodott. Leszek kétértelmű politikája megbosszulta magát, mivel 1215-ben magyarok elveszítették a türelmüket Kálmán hatalmának megerősítése hiánya miatt és felmondták a szövetséget, sőt miután Oroszországban tisztázódott a helyzet, megtámadták Leszeket mivel elegendő oknak ítélték azt, hogy Vlagyimirba visszahelyezte Danielt. További következmény volt, hogy Lengyelország elvesztette a csak most elfoglalt Przemyślben és Lubaczowban lévő várat.
Az orosz kudarcba Leszek nem akart belenyugodni, igyekezett a novgorodi fejedelemmel, Msztyiszlavval szövetséget kötni. Ez az új politikai vonal nemcsak, hogy semmi pozitív eredményt nem hozott, de arra késztette Danielt, aki Msztyiszlavval volt összetűzésben, hogy Leszekkel szemben fellépjen. Végül a krakkói fejedelem 1218-ban jelentéktelen területet vesztett a Narew és Bug folyók között.
Ez az újabb kudarc arra késztette Leszeket hogy visszatérjen a megegyezéshez II. András magyar királlyal. Most megvalósították a korábbi terveket és most tényleg megtörtént a házasság Kálmán és Leszek lánya, Salome között. A krakkói hercegnek le kellett mondania Haliccsal szembeni igényéről, cserében Volhiniában kapott kárpótlást Daniel rovására.
A régen várt hadjáratra II. András és Leszek vezetése alatt végül 1219 vége felé került sor. A túlerőben lévő lengyel-magyar erők akciója sikerrel végződött, és a Halicsban uralkodó Kálmán és Salome eljegyzése is megtörtént. Sajnos a vállalkozás még ugyanebben az évben kétségessé vált Leszek sikertelen hadjárata miatt, melyet Vlagyimirba vezetett. Hasónlóképpen az 1221-ben indított második hadjárat, mely ezúttal magyar részvétellel zajlott le, szintén fiaskóval zárult, sőt Daniel visszavágásra szánta magát, most Novgorodi Msztyiszlávval szövetségben: ezúttal Kálmán és Salome fogságba esett és Msztyiszlav halicsi hercegnek kiáltotta ki magát.
Ez az új helyzet, valamint Leszek és Daniel háta mögött létrejött egyezmény Msztyiszlav és II. András között, mely a halicsi hercegségben elért sikerhez kapcsolódott (Msztyiszlav halála után a trónt II. András egy másik, András nevű fia foglalta volna el) a szövetség újbóli felrúgását és a krakkói és vlagyimiri hercegek Msztyiszlav elleni fellépését eredményezte. Ez a hadjárat is a kezdeti sikerek után kézzelfogható eredmény nélkül zárult le, sőt a szövetség újból felbomlott és újból megkötötte azt Leszek a magyarokkal Daniel ellen. Ez már Leszek életében a hosszantartó konfliktus utolsó felvonása volt.

### A krakkói trón megingása
Leszek problémamentes uralkodása Krakkóban Hosszúlábú Ulászló eltávolítása után 1210-ben végetért azzal, hogy III. Ince pápa egy meg nem nevezett sziléziai herceg kívánságára újra életbe léptette Ferdeszájú Boleszláv végrendeletét. Ennek következtében a krakkói trón követeleőjeként lépett fel a legidősebb Piast – a raciborzi herceg, Görbelábú Mieszko. A pápai bulla Leszeknek és az őt támogató helyi egyháznak is nagy megrökönyödést okoztott, annál is inkább, mert az éppen azelőtt lezajlott püspökválasztást megerősítő római okirat egyértelműen Leszeket ismeri el jogos uralkodónak.
Emiatt az érsek, aki nem akarván belenyugodni a pápai döntésbe, de nem is akarván nyilvánosan szembeszegülni vele, 1210 júliusára egyházi zsinatot hívott össze Borzykowába, melyhez a hercegek és világi főurak gyűlése is csatlakozott, és ahol meg szándékozták vitatni a kialakult helyzetet. A hercegek közül a leginkább érdekelt Leszeken kívül öccse, Mazóviai Konrád, valamint meglepetésre Görbelábú Mieszko fia, I. Opolei Kázmér és Szakállas Henrik is eljött. A fiatal hercegek Szakállas Henrik kivételével lemondtak az egyház javára bizonyos előjogaikról (többek között a ius spolii-ról, ami addig lehetővé tette, hogy elidegenítsék az elhunyt püspök vagyonát. Leszek számára fontosabb volt, hogy követség küldéséről döntöttek Rómába, olyan céllal, hogy visszavonassák a szenirátussal foglalkozó pápai bullát.
Ezalatt Görbelábú Mieszko a kis-lengyelországi Gryfitek segítségére támaszkodva Borzykowa helyett a krakkói Wawelbe ment, ahol a zűrzavart kihasználva minden nehézség nélkül uralkodni kezdett. Leszek szerencséjére nem sokkal később – 1211 májusában az idős Mieszko meghalt, és az ugyancsak érdekelt Szakállas Henriket (aki valószínűleg a nemzetség legidősebb tagja lett) lekötötte a Lubuszt fenyegető német támadás. Rövidesen a követség új oklevelet kapott a pápától, ezúttal olyat, mely megerősítette Leszek jogát Krakkóra.

### Poroszország megtérítése
Leszek másik fontos politikai területe Pomeránia és a még pogány poroszok megtérítése volt. Már 1212-ben a krakkói herceg a mąkolnoi gyűlésen találkozott öccsével, Konráddal és a gdański Pomeránia helytartójával, I. Mściwojjal. Megvitatták a térítő misszió tervét. A végrehajtásra négy évvel később került sor, amikor Chrystian missziós püspök megkezdte tevékenységét, az eredmény azonban igen szegényes volt.
Az eszme viszont továbbra is élő volt. Leszek elgondolását magáévá tette rövidesen a sziléziai herceg, Szakállas Henrik és a nagy-lengyelországi uralkodó, Hosszúlábú Ulászló is. 1217-ben Dankówban találkozásra került sor Henrik és Leszek korábbi ellenlábasaival. Rövidesen csatlakozott hozzájuk Hosszúlábú Ulászló is és egy évvel később Sądowelba gyűlést hívtak össze, ahol szövetséget kötött az addig ellenségeskedő három Piast uralkodó. Sőt olyan egyezmény született Fehér Leszek és Hosszúlábú Ulászló között, hogy amelyikük túléli a másikat, az egyesíti Kis-Lengyelországot és Nagy-Lengyelországot. Henrikkel és Ulászlóval kötött egyezmény alapján Leszek 1218-tól a "dux Poloniae" vagy "dux totius Poloniae" címet kapta.
A három herceg fő céljául kinyilvánította Poroszország megtérítését. Az egyezményhez rövidesen csatlakozott a porosz támadásoknak leginkább kitett Mazóvia fejedelme, Konrád és a Leszek által 1217-ben trónra ültetett II. Nagy Świętopełk is.
A térítési tervekkel kapcsolatos egy Leszekhez kapcsolódó történet. Ugyanis közelebbről nem meghatározott időben a krakkói herceg elhatározta, hogy keresztes hadjáratot szervez a Szentföldre, azonban mikor kiszámolta a költségeket, rájött, hogy sajnos a hadjárat túlságosan sokba kerülne. Nem akarván magára haragítani a pápát, levelet írt, melyben távolmaradását azzal indokolta, hogy Palesztinában nincs sör. Érdekes módon Róma ezt az indokolást elfogadta.
A poroszokat először békés úton akarták megtéríteni különleges kereskedelmi árukkal, melyek a pogányokat megismertették volna a keresztény vallással. Végül is, mivel nem látszott komolyabb előrehaladás, döntöttek a fegyveres megoldáson. 1222-ben egész Lengyelországból gyülekeztek a lovagok a közös vállalkozáshoz. Sajnos rövidesen az egész vállalkozás kudarccal végződött, különösen, mivel a hadjárat alatt a egyezségből kihátrált Świętopełk. Saját udvarába fogadta Hosszúlábú Ulászló unokaöccsét, Odon fia Ulászlót, aki kihasználva azt, hogy nagybátyja máshol van, elfoglalta Nakłot, hogy így visszafordulásra kényszerítse.
Mivel nem tudtak a Piastok közvetlen akciókkal célt érni, ezért úgynevezett lovagi őrhelyeket állítottak fel, melyek a határvidéket védték, ezekben részt kellett venni a lovagoknak váltásban, egész Lengyelországból.
1225-ben a dolgok ilyen fordulata miatt elégedetlen Gryfitek a krakkói trónt Szakállas Henriknek ajánlották fel, aki ismeretlen okból megszegte a megállapodásokat és kihasználva azt, hogy Leszek az orosz ügyekkel volt elfoglalva, megjelent Krakkó alatt. Ahogy az az 1210-1211 években történt, amint a sziléziai herceg Krakkót ostromolta, váratlanul Lubusz területét megtámadta a türingiai gróf. Szakállas Henrik visszavonult, de mielőtt Kis-Lengyelországot elhagyta volna, Leszek és Konrád csapatai utolérték a Dłubnia folyónál. Összecsapásra mégsem került sor, mivel az ellenfeleknek sikerült megegyeznie. Nyilvánvaló volt azonban, hogy az 1217-1224 évek közötti együttműködéshez nem lehetséges visszatérni.
Új nehézségek merültek fel 1227-ben. Nagy-Lengyelországban egyre rosszabb helyzetbe került Hosszúlábú Ulászló, aki nem tudott felülkerekedni unokaöccsével folytatott háborújában. Ez az ügy személyesen érintette Leszeket, aki folyamatosan számított arra, hogy a gyermektelen nagy-lengyelországi herceg halála után örökli országrészét. Odon fia Ulászló is, aki ugyancsak ismeretlen okok miatt elveszítette a pomerániai helytartó, Świętopełk támogatását, egyáltalán nem volt biztos győzelmében. Ezért nem lehet csodálkozni azon, hogy mindketten érdekeltek voltak a kiegyezésben. A másik ügy, melyet a krakkói herceg meg akart oldani egyúttal, annak veszélye, hogy Świętopełk teljes függetlenséget szerezzen.

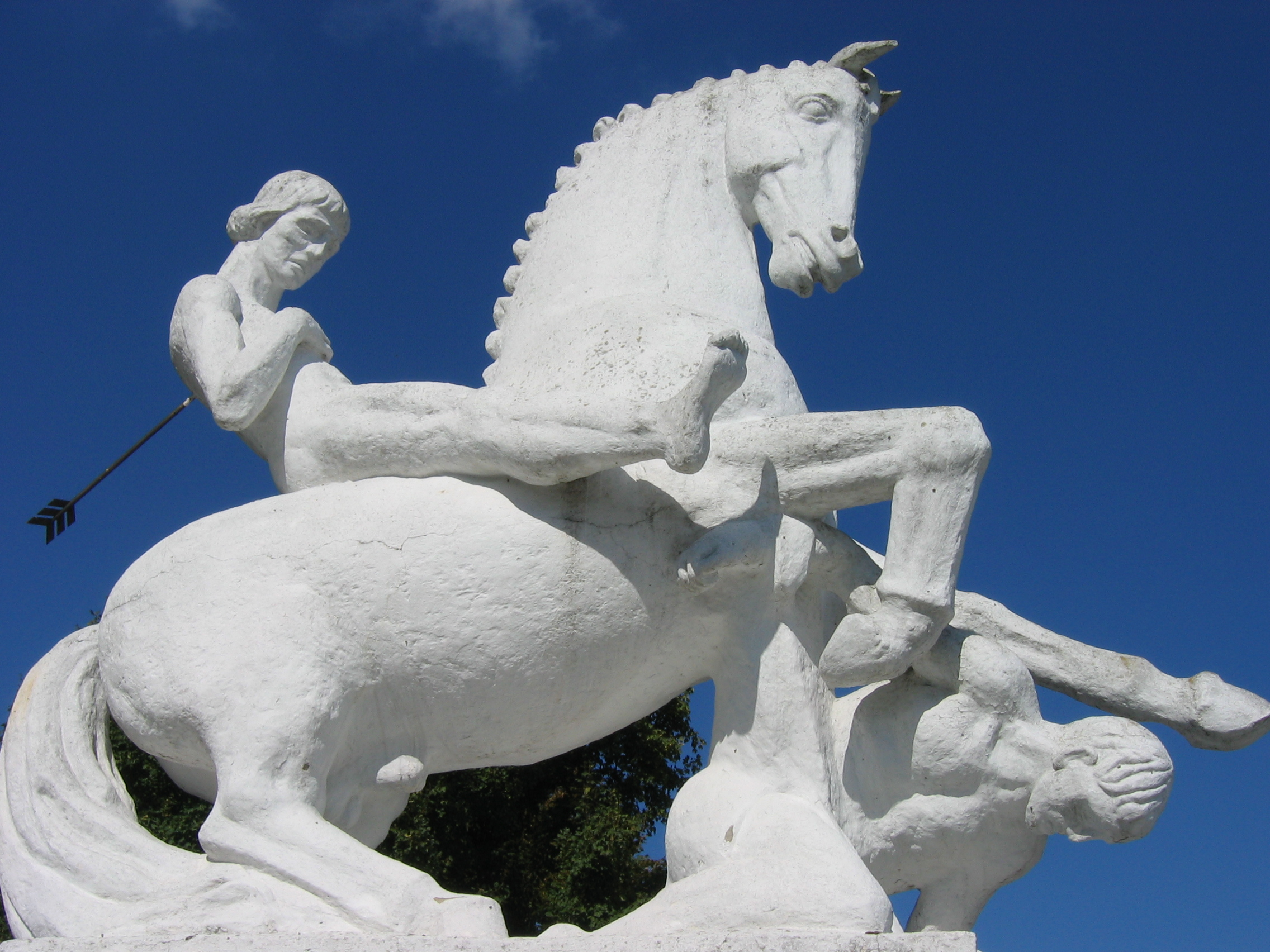
Fehér Leszek emlékműve Gąsawában

### Leszek halála
A Kujávia és Nagy-Lengyelország határán található Gąsawában rendezett össz-lengyelországi hercegi találkozóra, melyen Leszek, Odon fia Ulászló, Szakállas Henrik és Mazóviai Konrád vett részt, 1227 októberében került sor (a találkozón ismeretlen okból nem jelent meg az egyik leginkább érdekelt fél, Hosszúlábú Ulászló). Nem ismeretes a megbeszélés tartalma, azonban Pomerániai Świętopełk számára komolyan nyugtalanító kellett, hogy legyen, mivel kihasználva Odon fia, Ulászló árulását, november 23-án rátámadt a mit sem sejtő hercegekre, akik éppen a fürdőben voltak. Az idősebb Henrik csupán egy Peregryn nevű lovag önfeláldozásának köszönhetően menekült meg. A fiatalabb Leszeknek sikerült kitörnie, elkötnie a lovát és meztelenül menekült Marcinków falu irányába. Ott azonban ellenségei utolérték, és Leszeket dárdával átszúrták.
Leszek holttestét Krakkóba vitték, ahol a katedrálisban temették el.
Fehér Leszek halála alapvetően megváltoztatta a lengyelországi politikai helyzetet. Leszek volt az utolsó krakkói herceg, akinek a hatalmát minden lengyel herceg elismerte. Az 1217-es megállapodásnak megfelelően Hosszúlábú Ulászló vette át a hatalmat Krakkóban, de mivel Leszek öccse, Mazóviai Konrád is igényt tartott a krakkói trónra, tudni lehetett, hogy a polgárháború kitörése csak idő kérdése.
Łucki Grzymisławával kötött házasságából két gyermeke született: lánya, Boldog Salome (sz.: 1211-ben, † 1268. november 10-én), akit 1219-ben a magyar Kálmán herceghez adtak feleségül, valamint a későbbi krakkói herceg, Szemérmes Boleszláv (sz.: 1226. június 21., † 1279. december 7-én.)

## Családfája
| 4. Ferdeszájú Boleszláv †1138. október 28. |  |                                        |  |  |                                     |
|                                            |  | 2. Igazságos Kázmér †1194. május 5.    |  |  |                                     |
| 5. Salome von Berg †1144 július 27.        |  |                                        |  |  |                                     |
|                                            |  |                                        |  |  | 1. Fehér Leszek †1227. november 23. |
| 6. II. Znojmói Konrád †1161                |  |                                        |  |  |                                     |
|                                            |  | 3. Znojmói Helena †1202 és 1206 között |  |  |                                     |
| 7. Szerb Mária †1189 után                  |  |                                        |  |  |                                     |
|                                            |  |                                        |  |  |                                     |